# Gamontogamie

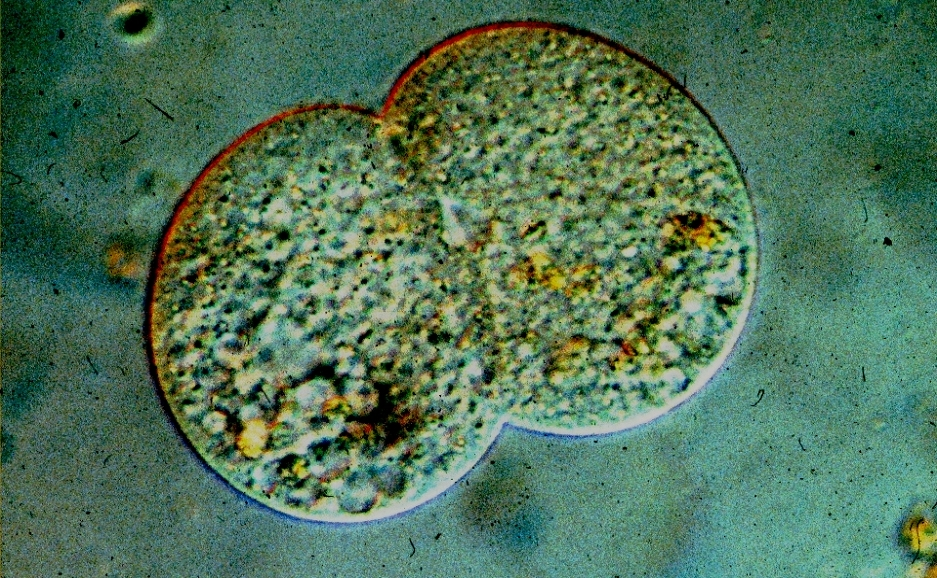
Die Konjugation der Wimpertierchen ist eine Sonderform der Gamontogamie.

Gamontogamie ist eine besondere Form der sexuellen Fortpflanzung, die bei einigen Gruppen tierischer Einzeller (Protozoen) vorkommt. Hier verschmelzen nicht die eigentlichen Geschlechtszellen (Gameten), sondern bereits die Zellen = Individuen, die die Gameten bilden. Diese Gametenmutterzellen werden als Gamonten bezeichnet, daher kommt die Bezeichnung Gamontogamie.
Bei der Gamontogamie legen sich meist zwei (selten drei oder auch mehr) Gamonten aneinander. Jeder Gamont führt dann die Gametenbildung (= Gamogonie) durch. Diese fertigen Gameten führen dann die eigentliche Kopulation durch. Bei diesem Vorgang können die Ectoplasmen der Gamonten miteinander verschmelzen wie bei Trichomonas. Sie können aber auch auf Zellebene getrennt bleiben und sich nur mit einer gemeinsamen Zellhülle umgeben, wie bei den Gregarinen. 
In vielen Fällen sind die beiden Partner gleich groß (Isogamonten). Bei den Wimpertierchen sind die beiden Gamonten jedoch häufig sehr stark ungleich groß (Anisogamonten). Die Gamontogonie der Wimpertierchen weist einige Besonderheiten auf und wird daher auch als Konjugation bezeichnet.

## Belege
- Adolf Remane, Volker Storch, Ulrich Welsch: Kurzes Lehrbuch der Zoologie. 6. Auflage, Gustav Fischer Verlag, Stuttgart 1989, ISBN 3-437-20436-X, S. 251f.